# Division 1 2022-23
La temporada 2022-2023 del Championnat de France féminin de football (conocido como D1 Arkema por motivos de patrocinio) fue la 49.ª edición de la máxima categoría del fútbol femenino en Francia. En ella participaron 12 clubes que disputaron 22 encuentros cada uno.
Los tres primeros clubes posicionados en el campeonato, clasificaron a la Liga de Campeones mientras que los dos últimos posicionados descendieron a la División 2.

## Clubes participantes
| Equipo                     | Ciudad                                     | Estadio                        | Entrenador          | Último ascenso |
| -------------------------- | ------------------------------------------ | ------------------------------ | ------------------- | -------------- |
| F. C. Girondins de Burdeos | Le Bouscat , Suburbios de Burdeos          | Stade Sainte-Germaine          | Patrice Lair        | 2016           |
| Dijon F. C.                | Dijon                                      | Stade des Poussots             | Yannick Chandioux   | 2018           |
| F. C. Fleury 91            | Fleury-Mérogis                             | Stade Walter-Felder            | Fabrice Abriel      | 2017           |
| E. A. Guingamp             | Pabu                                       | Stade de l'Akademi EA Guingamp | Frédéric Biancalani | 2006           |
| Havre Athletic             | El Havre                                   | Stade Océane                   | Frédéric Gonçalves  | 2022           |
| Olympique de Lyon          | Décines-Charpieu , Suburbios de Lyon       | OL Training Center             | Sonia Bompastor     | 1977           |
| Montpellier Héraut S. C.   | Montpellier                                | Stade Bernard-Gasset           | Frédéric Mendy      | 1997           |
| Paris F. C.                | Bondoufle , Suburbios de París             | Stade Robert-Bobin             | Sandrine Soubeyrand | 1979           |
| Paris Saint-Germain F. C.  | Saint-Germain-en-Laye , Suburbios de París | Estadio Jean-Bouin             | Gérard Prêcheur     | 2001           |
| Stade de Reims             | Bétheny                                    | Stade Louis-Blériot            | Amandine Miquel     | 2019           |
| Rodez Aveyron              | Rodez                                      | Stade Paul-Lignon              | Mathieu Rufié       | 2022           |
| A. S. J. Soyaux            | Soyaux                                     | Stade Léo-Lagrange             | Dragan Cvetković    | 2013           |

## Clasificación
|                                              | Equipo              | Puntos | J  | G  | E | P  | GF | GC | DG  |
| -------------------------------------------- | ------------------- | ------ | -- | -- | - | -- | -- | -- | --- |
| 1                                            | Olympique Lyonnais  | 61     | 22 | 20 | 1 | 1  | 69 | 9  | 60  |
| 2                                            | Paris Saint-Germain | 55     | 22 | 17 | 4 | 1  | 45 | 12 | 33  |
| 3                                            | Paris FC            | 42     | 22 | 12 | 6 | 4  | 44 | 18 | 26  |
| 4                                            | FC Fleury 91        | 39     | 22 | 11 | 6 | 5  | 49 | 20 | 29  |
| 5                                            | Montpellier HSC     | 37     | 22 | 11 | 4 | 7  | 37 | 27 | 10  |
| 6                                            | Stade de Reims      | 32     | 22 | 10 | 2 | 10 | 40 | 40 | 0   |
| 7                                            | Girondins Bordeaux  | 27     | 22 | 7  | 6 | 9  | 26 | 33 | -7  |
| 8                                            | Havre AC            | 24     | 22 | 7  | 3 | 12 | 31 | 45 | -14 |
| 9                                            | EA Guingamp         | 24     | 22 | 7  | 3 | 12 | 20 | 41 | -21 |
| 10                                           | Dijon FCO           | 15     | 22 | 4  | 3 | 15 | 12 | 53 | -41 |
| 11                                           | Rodez Aveyron F.    | 12     | 22 | 3  | 3 | 16 | 16 | 48 | -32 |
| 12                                           | ASJ Soyaux Charente | 6      | 22 | 1  | 3 | 18 | 15 | 58 | -43 |
| Fuente: Division 1; actualización automática |                     |        |    |    |   |    |    |    |     |

Criterios de desempate: mayor número de puntos, mayor diferencia de goles, enfrentamientos directos, diferencia de goles particulares...